# کو-ریو
کوریو (ژاپنی: 古武道)، اصطلاحی ژاپنی است که برای توصیف هنرهای رزمی ژاپنی پیش از اصلاحات میجی (۱۸۶۸) استفاده می‌شود. این اصطلاح، با جندای بودو (هنرهای رزمی مدرن) یا شین‌بودو (هنرهای رزمی جدید) که اصطلاحاتی مربوط به توسعه مدارس پس از اصلاحات میجی هستند، برابر است.